# آسر اپل
اسر ایزایوویچ اپل (به روسی: Аса́р Иса́евич Э́ппель) نویسنده و مترجم اهل کشور روسیه بوده است. وی در شهر مسکو زاده شد. در زمینهٔ معماری تحصیل نمود و در زمان اتحاد جماهیر شوروی سوسیالیستی به کار ترجمه اشتغال داشت اما در سایهٔ آن حکومت نمی‌توانست برخی از آثارش را متشر کند. وی آثار «Bruno Schulz» و ویسواوا شیمبورسکا را از زبان لهستانی (که در آن تبحر خاصی داشت) به روسی برمی گرداند. وی همچنین اشعاری از فرانچسکو پترارک، جووانی بوکاچیو، رودیارد کیپلینگ و برتولت برشت را ترجمه کرد.
از آثار تخیلی این نویسنده می‌توان به «خیابان چمنی»۱۹۹۶ و رمانی به اسم «قارچ زندگی من»۲۰۰۱ اشاره نمود.
اپل در سن ۷۷ سالگی در مسکو درگذشت.